# Мартин Германов
Мартин Германов е български футболист, защитник. Юноша на ЦСКА. Играл е за Локомотив София, ЦСКА, Партизан), и Бивш младежки национал.

## Статистика по сезони
- ЦСКА – 1999 /ес.
- ЦСКА – 2000 /пр. - 5/1
- ЦСКА – 2000 /ес. - 4/0
- ЦСКА – 2001 /пр. - 11/0
- ЦСКА – 2001 /ес. - 10/2
- ЦСКА – 2002 /пр. - 8/1
- ЦСКА – 2002 /ес. - 9/3
- ЦСКА – 2003 /пр. - 11/3
- ЦСКА – 2003 /ес. - 12/0
- ЦСКА – 2004 /пр. - 14/6
- ЦСКА – 2004 /ес. - 8/0
- ЦСКА – 2005 /пр. - 11/0
- ЦСКА – 2005 /ес. - 10/4
- ЦСКА – 2006 /пр. - 10/4
- ЦСКА – 2007 /пр. - 14/3
- ЦСКА – 2007 /ес. 10/4
- ЦСКА – 2008 /пр. 14/1
- Партизан) – 2008 /ес. 1/0 След Този мач кракът на Мартин е счупен и това слага край на кариерата му.